# Усова, Надежда Трофимовна
Наде́жда Трофи́мовна У́сова (29 августа 1910, Сапожок, Рязанская губерния — 2002) — советская и российская писательница, экономистка, педагог.

## Биография
Надежда Усова родилась 29 августа 1910 года в городе Сапожок Рязанской губернии. Училась в Москве в Промышленно-экономическом институте. После учёбы сначала работала в Дзержинске, а затем экономисткой в Калуге. Во время Великой Отечественной войны была в эвакуации в Сибири, где работала на заводе экономисткой. С 1947 года до выхода на пенсию в 1965 году работала преподавательницей иностранного языка в Калужском техникуме железнодорожного транспорта. Член Союза писателей СССР (с 1962).
В основном известна как создательница художественно-биографической книги для детей о своем земляке Циолковском («На пути к звездам») и составительница двух изданий биографического сборника о нём же, «К. Э. Циолковский в воспоминаниях современников». Выполнила литературную обработку «Повести о семнадцати спасенных», написанной Пелагеей Брагиной. Остальные её книги представляют собой рассказы и повести в жанре социалистического реализма, посвящены Великой Отечественной войне, а также проблемам современной ей молодежи. В последние годы в своем творчестве обратилась к теме цветов, выпустив несколько сборников рассказов о них.

### Книги

#### Автор
- Усова Надежда. На пути к звёздам: [О К. Э. Циолковском: Для детей младшего и среднего школьного возраста] / Худож. И. И. Пчелко. — М.: Советская Россия, 1964. — 64 с. — 100 000 экз.
- Усова Надежда. Самая красивая девушка: Короткие повести и рассказы. — Тула: Приокское книжное издательство, 1965. — 168 с. — 30 000 экз.
- Усова Надежда. Перечитывая дневники: Повесть / Худож. В. Е. Бурба. — Тула: Приокское книжное издательство, 1978. — 156 с.
- Усова Надежда. Весенние голоса: Исторический роман / Худож. Б. М. Пугачёв. — Тула: Приокское книжное издательство, 1981. — 238 с.
- Кубяк М. Н., Усова Н. Т. Ленинской партии рядовой: Очерк жизни и деятельности Н. А. Кубяка / Иллюстратор Н. Пешков; редактор В. Букатова. — М.: Политиздат, 1982. — 144 с. — 100 000 экз.
- Усова Надежда. Лепестки: Новеллы о цветах: [Для среднего и старшего школьного возраста]. — Тула: Приокское книжное издательство, 1984. — 86 с.
- Усова Надежда. Свои и чужие: Рассказы. — Тула: Приокское книжное издательство, 1989. — 126 с.
- Усова Надежда. Лепестки: Тайны цветов: [Для младшего школьного возраста] / Худож. В. Морозов. — Калуга: Золотая аллея, 1995. — 31 с.
- Усова Надежда. Летатели-мечтатели: Рассказы: [О К. Э. Циолковском и его учениках: Для школьного возраста]. — Калуга: Золотая аллея, 1998. — 94 с.

#### Литературная обработка
- Брагина Пелагея. Повесть о семнадцати спасённых / Лит. обработка Н. Усовой. — Тула: Приокское книжное издательство, 1965. — 199 с.

#### Составитель
- Циолковский в воспоминаниях современников / Составители А. В. Костин, Н. Т. Усова, В. С. Зотов, А. Т. Скрипкин. — Тула: Приокское книжное издательство, 1971. — 336 с. — 20 000 экз.
- К. Э. Циолковский в воспоминаниях современников / Составители А. В. Костин, Н. Т. Усова. — 2-е изд., перераб. и доп. — Тула: Приокское книжное издательство, 1983. — 288 с. — 300 000 экз.